# Divizia A (2000/2001)
Divizia A (2000/2001) – 83. sezon najwyższej klasy rozgrywkowej piłki nożnej w Rumunii. W rozgrywkach brało udział 16 zespołów, grając systemem kołowym w 2 rundach. Tytułu nie obroniła drużyna Dinamo Bukareszt. Nowym mistrzem Rumunii został zespół Steaua Bukareszt. Tytuł króla strzelców zdobył Marius Niculae, który w barwach klubu Dinamo Bukareszt strzelił 20 goli.

## Tabela końcowa
| Lp. | Drużyna                  | M  | Z  | R  | P  | Bramki | Bramki | Różn. | Pkt | Uwagi                                        | Bezpośrednio            |
| --- | ------------------------ | -- | -- | -- | -- | ------ | ------ | ----- | --- | -------------------------------------------- | ----------------------- |
| 1   | Steaua Bukareszt (M)     | 30 | 17 | 9  | 4  | 56     | 32     | +24   | 60  | Liga Mistrzów UEFA • II runda kwalifikacyjna |                         |
| 2   | Dinamo Bukareszt         | 30 | 15 | 6  | 9  | 56     | 44     | +12   | 51  | Puchar UEFA • Runda kwalifikacyjna           |                         |
| 3   | FC Brașov                | 30 | 15 | 5  | 10 | 33     | 25     | +8    | 50  | Puchar UEFA • Runda kwalifikacyjna           |                         |
| 4   | Rapid Bukareszt          | 30 | 13 | 10 | 7  | 38     | 25     | +13   | 49  | Puchar UEFA • Runda kwalifikacyjna           |                         |
| 5   | Argeș Pitești            | 30 | 12 | 10 | 8  | 42     | 42     | 0     | 46  |                                              |                         |
| 6   | Gloria Bystrzyca         | 30 | 13 | 4  | 13 | 44     | 42     | +2    | 43  | Puchar Intertoto • I runda                   | GLO 3-0 PRO PRO 0-3 GLO |
| 7   | Național Bukareszt       | 30 | 13 | 4  | 13 | 40     | 40     | 0     | 43  |                                              | GLO 3-0 PRO PRO 0-3 GLO |
| 8   | CS Universitatea Craiova | 30 | 11 | 8  | 11 | 34     | 38     | −4    | 41  | Puchar Intertoto • I runda                   |                         |
| 9   | Petrolul Ploeszti        | 30 | 12 | 4  | 14 | 34     | 36     | −2    | 40  |                                              | AST 0-0 PET PET 3-1 AST |
| 10  | Astra Ploeszti           | 30 | 11 | 7  | 12 | 41     | 36     | +5    | 40  |                                              | AST 0-0 PET PET 3-1 AST |
| 11  | Ceahlăul                 | 30 | 9  | 11 | 10 | 36     | 41     | −5    | 38  | OTE 1-1 CEA CEA 0-0 OTE                      |                         |
| 12  | Oțelul Gałacz            | 30 | 10 | 8  | 12 | 33     | 39     | −6    | 38  | OTE 1-1 CEA CEA 0-0 OTE                      |                         |
| 13  | Foresta Suczawa          | 30 | 8  | 12 | 10 | 39     | 43     | −4    | 36  | Kwalifikacja do                              |                         |
| 14  | FCM Bacău                | 30 | 9  | 7  | 14 | 38     | 45     | −7    | 34  | Kwalifikacja do                              | BAC 3-0 ROC ROC 2-0 BAC |
| 15  | Rocar Bukareszt (S)      | 30 | 10 | 4  | 16 | 41     | 56     | −15   | 34  | Spadek do                                    | BAC 3-0 ROC ROC 2-0 BAC |
| 16  | Gaz Metan (S)            | 30 | 3  | 9  | 18 | 21     | 42     | −21   | 18  | Spadek do                                    |                         |